# Santa Maria dei Cerchi
Santa Maria dei Cerchi var en kyrkobyggnad i Rom, helgad åt Jungfru Maria. Kyrkan var belägen i rione Campitelli, vid Via dei Cerchi, alldeles norr om Circus Maximus. ”Cerchi” kommer av Madonna dei Cerchi, en undergörande Maria-bild som vördades i kyrkan. Enligt en annan teori syftar ”Cerchi” på Circo, det vill säga Circus Maximus.

## Kyrkans historia
Den tyske arkeologen Christian Hülsen anser, att denna kyrka är identisk med den medeltida Santa Maria de Manu, men detta antagande har på grund av bristen på historiska bevis inte slutgiltigt påvisats. Enligt den italienske författaren Claudio Rendina rör det sig om två skilda kyrkobyggnader.
Santa Maria dei Cerchi förknippas med en undergörande Maria-ikon, som började blöda när en person på 1600-talet slog på den. På initiativ av familjen Cenci uppfördes kyrkan för att hysa denna ikon. Kyrkans fasad var enkelt utformad med ett oxöga över ingångsporten. År 1831 uppfördes en liten kampanil i anslutning till kyrkan.
Med tiden förföll emellertid kyrkan och Maria-ikonen flyttades till kyrkan Santa Maria de Guinizo. År 1870 övergavs Santa Maria dei Cerchi och femton år senare, 1885, dekonsekrerades den och ombyggdes till smedja. Det råder osäkerhet om tidpunkten för kyrkans rivning. Enligt en källa revs kyrkan i slutet av 1800-talet, medan en annan uppgift gör gällande att demoleringen ägde rum 1939. Kyrkans absid finns kvar vid Via dei Cerchi 125.

## Bilder

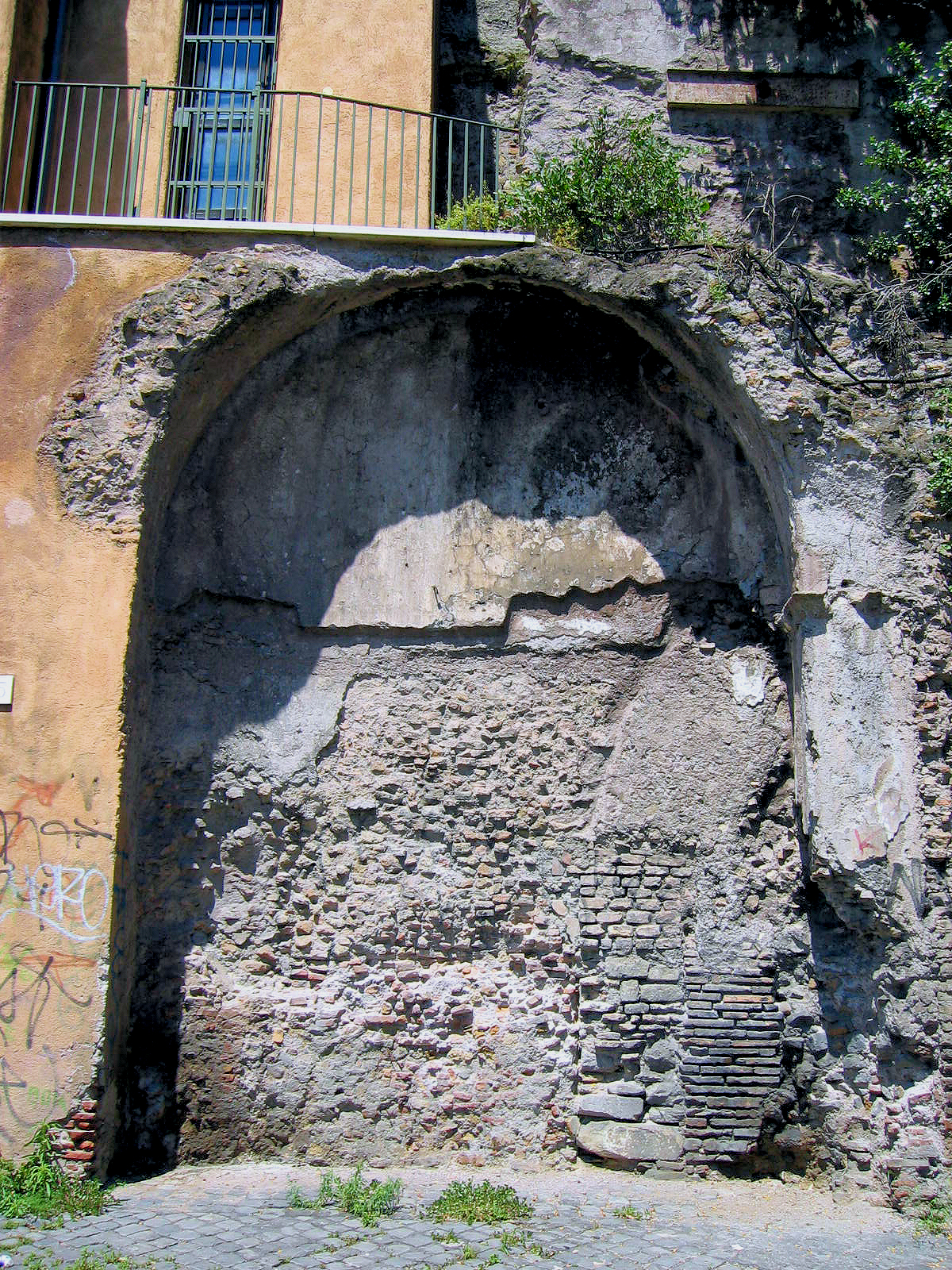
Resterna av kyrkans absid.